# Narciarstwo wodne na Plażowych Igrzyskach Azjatyckich 2012 - triki mężczyzn
Zawody w trikach mężczyzn podczas III Plażowych Igrzysk Azjatyckich w Haiyan odbyły się w dniach od 21 do 22 czerwca 2012 roku. Wystartowali reprezentanci z siedmiu krajów: Chin, Tajlandii, Korei Południowej, Malezji, Kuwejtu i Indonezji. Złoto wywalczył reprezentant gospodarzy Shi Longfei.
| Pozycja | Zawodnik                     | Eliminacje | Finał |
| ------- | ---------------------------- | ---------- | ----- |
|         | Shi Longfei (CHN)            | 4200       | 4410  |
|         | Maliki Zulkarnain (INA)      | 3040       | 3540  |
|         | Jeong Ji-min (KOR)           | 2260       | 3180  |
| 4       | Cho Beom-geun (KOR)          | 3260       | 3170  |
| 5       | Febrianto Kadir (INA)        | 3050       | 2860  |
| 6       | Andri Muhamad Febiandi (INA) | 2850       | 2640  |
| 7       | Kim Dong-eon (KOR)           | 2720       | 2490  |
| 8       | Alex Yoong (MAS)             | 2800       | 2100  |
| 9       | Padiwat Jaemjan (THA)        | 1380       | 1960  |
| 10      | Bader Al-Jihayem (IOC)       | 1810       | 810   |
| 11      | Ren Hongliang (CHN)          | 1000       |       |
| 12      | Zaim Shamsul Anuar (MAS)     | 570        |       |
| 13      | Zahhar Shamsul Anuar (MAS)   | 500        |       |
| 14      | Nattawut Hapholdee (THA)     | 290        |       |